# Oligolophinae
Sous-famille
Les Oligolophinae sont une sous-famille d'opilions eupnois de la famille des Phalangiidae.

## Distribution
Les espèces de cette sous-famille se rencontrent en écozone holarctique.

## Liste des genres
Selon World Catalogue of Opiliones (19/07/2025) :
- Lacinius Thorell, 1876
- Mitopus Thorell, 1876
- Odiellus Roewer, 1923
- Oligolophus Koch, 1871
- Paralacinius Morin, 1934
- Paroligolophus Lohmander, 1945
- Roeweritta Šilhavý, 1965

## Systématique et taxinomie
Cette sous-famille a été décrite par Banks en 1893 comme une tribu de Phalangiinae dans les Phalangiidae.

## Publication originale
- Banks, 1893 : « The Phalanginae of the United States. » The Canadian Entomologist, vol. 25, p. 205–211 (texte intégral).